# Hylobates lar entelloides
El gibón central (Hylobates lar entelloides) es una subespecie de gibón de manos blancas que es vulnerable a la extinción. Es endémica de Malasia, Birmania y Tailandia. Los gibones lar centrales tienden a vivir en áreas de bosque denso. Donde hay una abundancia de vegetación. Esto ayuda a los gibones a estar protegidos de los depredadores y les ayuda a utilizar eficazmente su capacidad de braquiación (columpiarse de árbol en árbol) para navegar largas distancias dentro de áreas de bosque denso.